# エリク・パーマー＝ブラウン
エリク・ロス・パーマー＝ブラウン（Erik Ross Palmer-Brown、1997年4月24日 - ）は、アメリカ合衆国のサッカー選手。ギリシャ・スーパーリーグ・パナシナイコス所属。アメリカ合衆国代表。ポジションはディフェンダー。

## クラブ歴

### スポルティング・カンザスシティ
スポルティング・カンザスシティの下部組織出身で、2013年8月2日に16歳でプロ契約を締結、クラブ史上最年少選手となった。
2014年1月にセリエAのユヴェントスFCが100万ドルで彼を獲得しようとしたが、クラブはこれを断った。この年の彼は、英国のウェブサイト、TeamTalkが選ぶ50人の神童のうち39位にランクインするなど大きく期待された。
2014年5月18日にメジャーリーグサッカーで初出場したが、15分にペナルティキックを与えてイエローカード、64分にイエローカードをもう一枚もらい退場、クラブもまた2-1で敗北というデビュー戦となった。
2016年2月1日にFCポルトに同年末までの期限付き移籍。レギュラーとしてBチームで出場し、リーガプロのタイトル獲得に貢献した。

### マンチェスター・シティ
2018年初めにプレミアリーグのマンチェスター・シティFCに移籍。すぐにジュピラー・プロ・リーグのKVコルトレイクに半年の期限付き移籍。2018-19シーズンはエールディヴィジのNACブレダに期限付き移籍。
2019-20シーズンはオーストリア・ブンデスリーガのFKアウストリア・ウィーンに期限付き移籍し、2020-21シーズンは再びアウストリア・ウィーンでプレーした。
2021年8月31日、1シーズンローンでESトロワACに加入。

## 代表歴
U-15代表からアメリカ合衆国代表に選出されている。
U-18代表では6試合に出場し、チェコ代表から1得点を奪った。
U-20代表では2015 FIFA U-20ワールドカップに選出。CONCACAF U-20選手権2017では主将を務めた。この大会では守備的ミッドフィールダーとして出場を重ね、最優秀選手に選ばれた。2017 FIFA U-20ワールドカップではセンターバックとして起用され、Squawka、Scouted Football双方でベストイレブンに選出された。
2018年5月28日に行われたボリビア代表戦でA代表初出場。

## 私生活
ミズーリ州カンザスシティのアーキビショップ・オハラ高校の卒業生である。